# Creu del Molinet
La Creu del Molinet és una creu de terme historicista del Poal (Pla d'Urgell) inclosa a l'Inventari del Patrimoni Arquitectònic de Catalunya.

## Descripció
Creu de terme. Únicament destaca el nus amb una sèrie de representacions; en la seva part baixa hi ha el quatre evangelistes. Aquesta creu es troba realitzada damunt de la séquia d'alimentació del molí. La creu de Molinet segueix la tradició de les creus dels temps gòtics, si bé la seva factura és relativament moderna. A la magolla de la creu hi ha esculpides imatges que representen els treballs del camp.

## Història
Aquesta creu és la mateixa data que el Molinet. La creu encara que fou feta en època moderna té un sentit delimitador com les creus d'època gòtica, i està situada al final de les propietats del Molinet; de fet fou erigida pels amos d'aquest.